# Parvoviridae
A família Parvoviridae abrange os menores vírus conhecidos e alguns dos mais resistentes ao ambiente. Foram descobertos na década de 1960 e afetam insetos e vertebrados. Os membros da família Parvoviridae possuem um genoma constituído por uma fita simples de DNA e um capsídeo icosaédrica.
O Eritrovírus B19 foi o primeiro parvovírus humano a ser descoberto e é mais conhecido por causar uma exantema em crianças chamada de eritema infeccioso, embora também seja associado a outras doenças como artrite.
Os gêneros são, a seguir, listados:
Subfamília Parvovirinae
- Gênero Parvovirus
- Gênero Erythrovirus
- Gênero Dependovirus
- Gênero Amdovirus
- Gênero Bocavirus

Subfamília Densovirinae
- Gênero Densovirus
- Gênero Iteravirus
- Gênero Brevidensovirus
- Gênero Pefudensovirus